# Šamšu-ditana

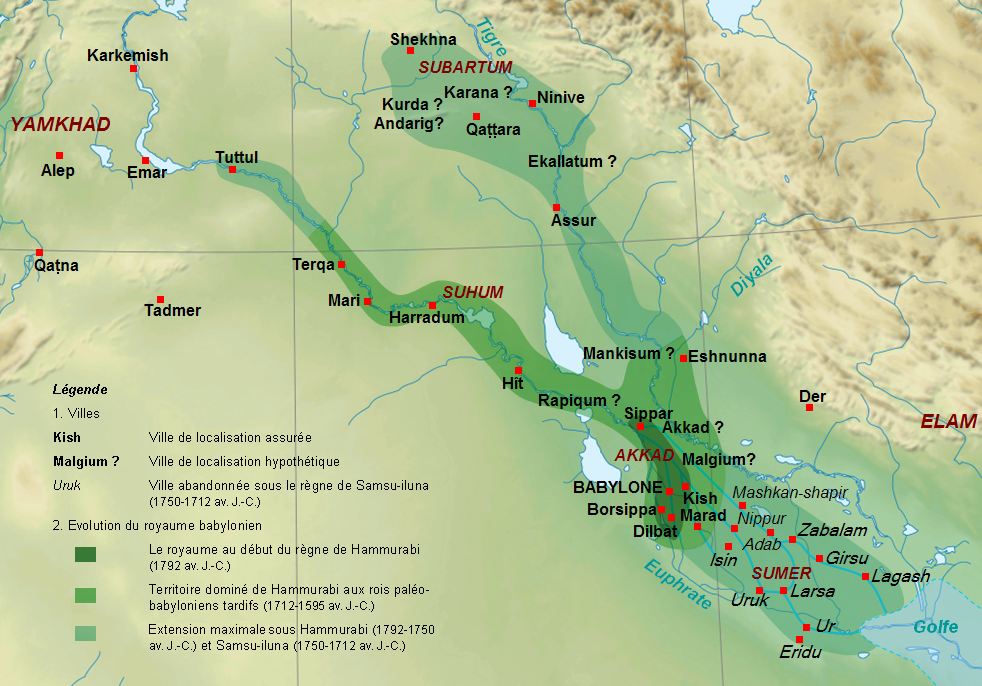
Babylon 1792–1595

Šamšu-ditāna war der Sohn und Nachfolger des Ammi-ṣaduqa und regierte als letzter König der altbabylonischen Dynastie von Babylon von 1625 bis 1595 v. Chr.

## Name
Der Name Šamšu-ditāna (Schamschu ditana) wird übersetzt mit „Sonne (ist ein Wisent ?) Ditanu“. Andere Variationen des Namens sind Sa-am-su-di-ta-na und Sa-am-si-di-ta-na.

## Datierung
Nach der Regierungszeit Šamšu-ditanas werden die historischen Überlieferungen sehr spärlich, Landsberger sprach nachgerade von einem „Dunklen Zeitalter“ zwischen Šamšu-ditana und Gandaš bzw. Adasi, was er auf großmaßstäbliche Migrationen in Babylonien und Assyrien zurückführen will, eine These, die heute keine Anhänger mehr findet.
Albright will Šamšu-ditana um 1630 und die Eroberung von Babylon um 1600 ansetzen. Die mittlere Chronologie setzt den Fall von Babylon und das Ende der Herrschaft von Šamšu-ditana auf 1595 v. Chr. an. Welcher kassitische König danach die Herrschaft übernahm, oder ob kurzfristig die erste Meerlanddynastie über Babylon herrschte (Gulkišar), ist unklar.

## Regierungszeit
Šamšu-ditāna führte ein bescheidenes Königreich, da Mittel- und Südbabylonien seit Šamšu- ilunas 12. Regierungsjahr verloren waren. Dadurch fehlten wichtige Handelsressourcen, die ehemals über die südlichen Sümpfe und den Persischen Golf zugänglich waren. Die ökonomische und soziale Situation (Versalzung, Warenknappheit, Inflation, Verarmung, Unsicherheit) hatte sich darunter verschlechtert. Šamšu-ditāna wandte sich an ein Orakel, da die Sorge bestand, dass sich die Bevölkerung dem Feind zuwendete. Im letzten Drittel der Regierungszeit scheint sich das Königreich auf die unmittelbare Umgebung der Hauptstadt reduziert zu haben. Letztendlich war das Land durch Bevölkerungswanderungen aus Süd- und Mittelbabylonien intern stark geschwächt. So konnte der hethitischen Invasion durch Muršili I. nichts mehr entgegengesetzt werden, und es kam zur Plünderung und Zerstörung Babylons.
Insgesamt gibt es in der Regierungszeit Šamšu-ditānas keine Hinweise auf militärische Aktivitäten. Vielmehr wurden die Jahresabläufe durch kultische Ereignisse bestimmt. Dabei werden fast ausschließlich Stiftungen von Kultgegenständen erwähnt, die auffallend häufig in Form eines Selbstbildes auftraten.